# Stopa mennicza zinnajska
Stopa mennicza zinnajska – stopa mennicza wprowadzona w przez Brandenburgię i przyjęta przez Saksonię na podstawie porozumienia z 1667 r. zawartego w Zinna koło Jüterborga. W 1668 r. w Lipsku została zaakceptowana przez Brunszwik-Lüneburg. 
Duże zapotrzebowanie na drobne monety po wojnie trzydziestoletniej spowodowało, że początkowo objęto tą stopą tylko niższe nominały, a od 1670 roku również ⅔, ⅓ i 1/6 talara. Zrezygnowano z obcych monet odstępując od cesarskiej stopy menniczej na rzecz 10½-talarowej stopy zinnajskiej.
Wprowadzenie tej stopy stanowiło krok w kierunku unifikacji monetarnej rozczłonkowanej politycznie i gospodarczo Rzeszy Niemieckiej.
Stopa została zastąpiona w 1690 r. wyższą stopą menniczą lipską.

## Literatura
- Mikołajczyk A. Leksykon numizmatyczny, Wydawnictwo Naukowe PWN, Warszawa-Łódź, 1994